# Épiphane Dunod
Épiphane Dunod, dit souvent Épiphane de Moirans (en espagnol « Fray Epifanio »), né en 1644 à Moirans-en-Montagne (Franche-Comté, alors possession espagnole), mort le 6 janvier 1689 à Tours, est un religieux de l'ordre des Capucins qui s'insurgea contre l'esclavage des Noirs pratiqué en Amérique par les Européens.

## Biographie
Il est né en 1644 à Moirans-en-Montagne. Il entre en 1665 au couvent des capucins de Vesoul. Après onze ans d'études, il obtient un diplôme d'« orator », et en 1676 une lettre d'obédience du provincial pour la mission de Cayenne. Mais celle-ci est occupée cette année même par les Hollandais. Le conflit pour ce territoire entre les Français, les Hollandais, les Anglais et les Espagnols repousse son arrivée sur place pendant de longs mois.
Il séjourne à la Martinique en 1678, puis à la Grenade (alors française), et passe en 1679 en territoire espagnol, dans la province de Cumaná. Il est partout indigné par le spectacle de l'esclavagisme. En novembre 1680, il est arrêté comme « espion du roi de France », mis aux fers, et envoyé à La Havane. Il y rencontre un capucin aragonais, Francisco José de Jaca, qui milite aussi contre l'esclavage,. Tous deux déclarent cette institution illégitime et refusent l'absolution aux maîtres qui ne s'engagent pas à libérer leurs esclaves. Ils sont expédiés en Espagne sur deux galions séparés et arrivent à Cadix le 4 octobre 1682. Commence alors un procès devant le Conseil des Indes, puis le Conseil d'État. Relégués, Épiphane à Séville, José à Valladolid, tous deux demandent à se rendre à Rome pour plaider la liberté des Noirs. Ils mettent en cause les fondements de l'esclavage. Parvenue devant le Saint-Office, l'affaire n'a pas de suite. Les deux religieux sont libérés en mai 1685, et Épiphane gagne la France, sa province de rattachement. Il meurt au couvent de Tours en janvier 1689, âgé seulement de quarante-quatre ans.
Il laisse un mémoire en latin qu'il a rédigé en décembre 1681 et janvier 1682 alors qu'il était enfermé dans un couvent à La Havane, à l'intention principalement du roi Charles II. Intitulé Servi liberi seu Naturalis mancipiorum libertatis justa defensio (Les esclaves libres, ou La défense juridique de la liberté naturelle des esclaves),, il est conservé en manuscrit aux Archives Générales des Indes, à Séville (dans le dossier 527, des affaires relevant du tribunal de Santo-Domingo ; 164 feuillets écrits d'un seul côté), et n'est redécouvert qu'en 1982.

## Éditions
- José Tómas López Garcia, Dos defensores de los esclavos negros en el siglo XVII, Francisco José de Jaca y Epifanio de Moirans (inclut une traduction espagnole du Servi liberi), Maracaibo, Biblioteca Corpozulia 3, et Caracas, Universidad Católica, 1982.
- Épiphane de Moirans, « La liberté des esclaves ou la défense juridique de la liberté naturelle des esclaves », texte traduit du latin et présenté par Robert Lapierre, Mémoires de la Société d'Histoire de la Martinique, n°6, Fort-de-France, 1995, p. 6 à 175.
- Edward R. Sunshine (éd.), A Just Defense of the Natural Freedom of Slaves: All Slaves Should be Free, by Epifanio de Moirans : A Critical Edition and Translation of Servi Liberi Seu Naturalis Mancipiorum Libertatis Justa Defensio (latin et anglais), Lewiston (New York), Edwin Mellen Press, 2007.
- L'ouvrage de Louis Sala-Molins de 2014, Esclavage et réparations. Les lumières des capucins et les lueurs des pharisiens, comprend également de larges extrait de son ouvrage, traduit en français.

## Autres sources bibliographiques
- Bernard David, Dictionnaire du clergé de la Martinique, t. I (1635-1715), Fort-de-France, 1990.
- Pierre Pluchon, Patricia Suteau, « L'exception coloniale », in Jean-Pierre Bardet et alii, État et société en France aux XVIIe et XVIIIe siècles, Presses de l'Université de Paris-Sorbonne, 2000, p. 437 et suivantes.